# 普里科爾東內 (羅夫諾州)
50°16′44″N 26°29′26″E / 50.27889°N 26.49056°E
普里科爾東內（烏克蘭語：Прикордонне）是烏克蘭的村落，位於該國西北部羅夫諾州，由羅夫諾區負責管轄，面積0.39平方公里，海拔高度196米，2001年人口84，人口密度每平方公里214.3人。